# Architektura Międzynarodowych Targów Poznańskich

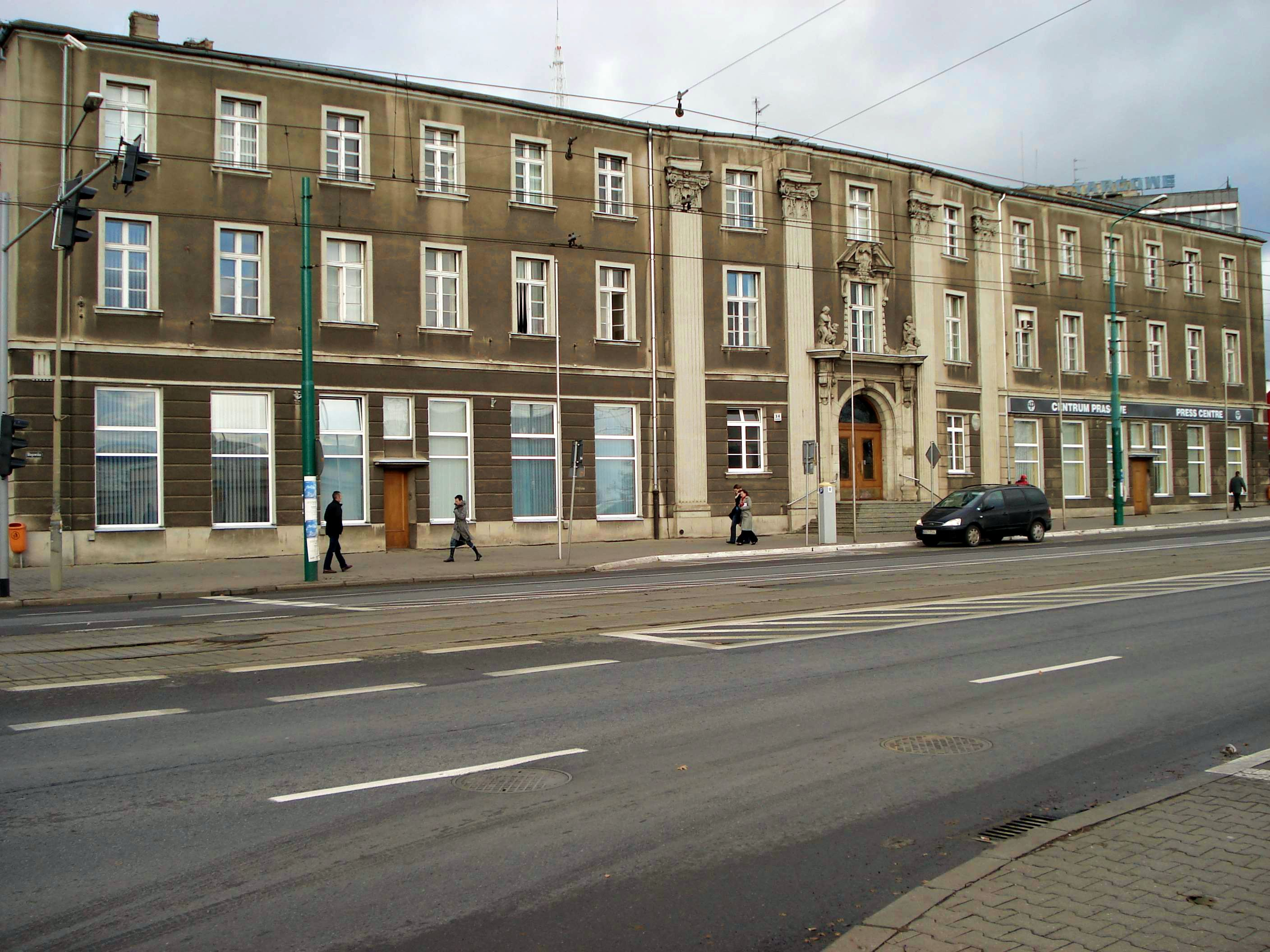
Budynek administracyjny

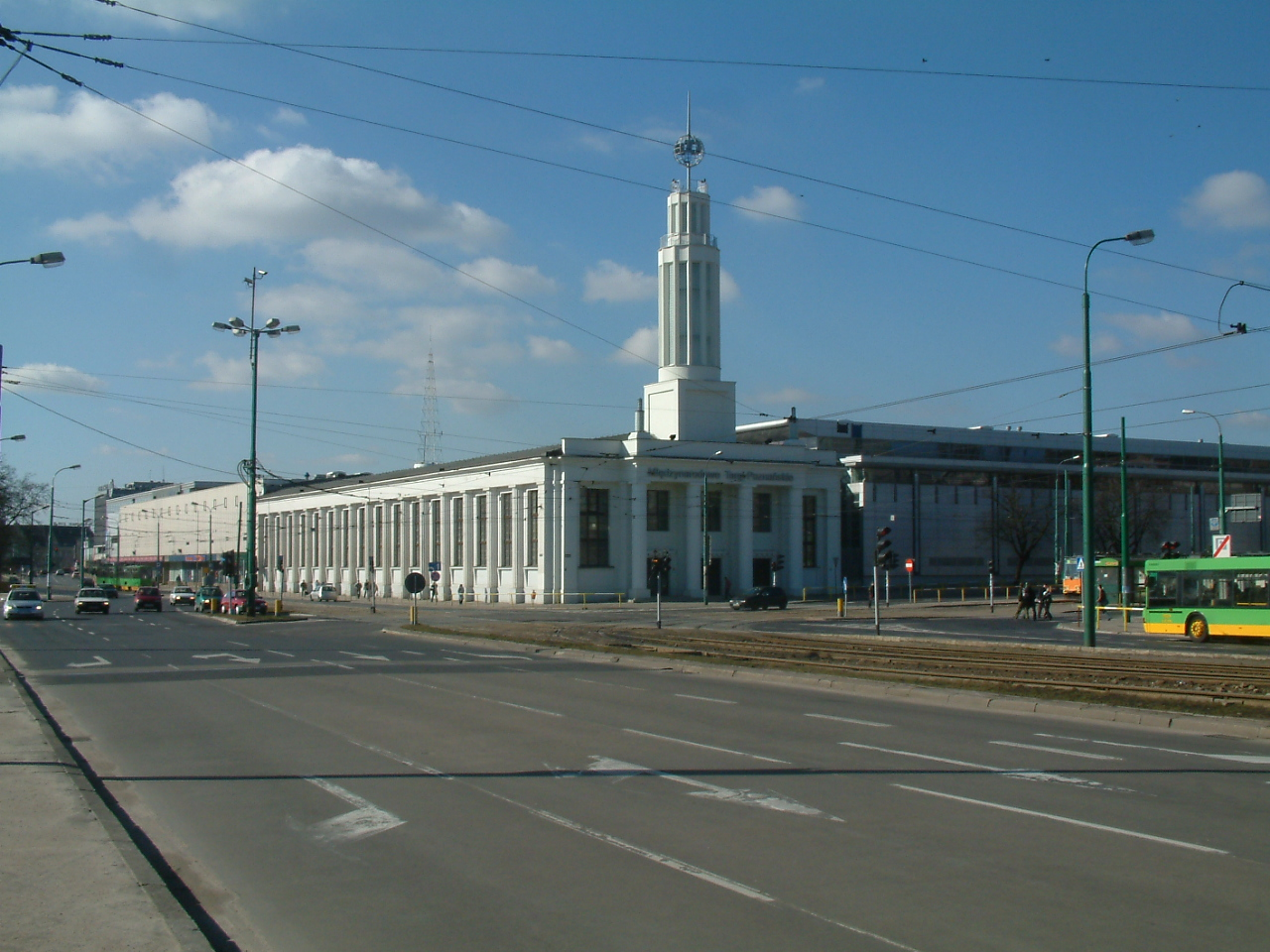
Hala Reprezentacyjna

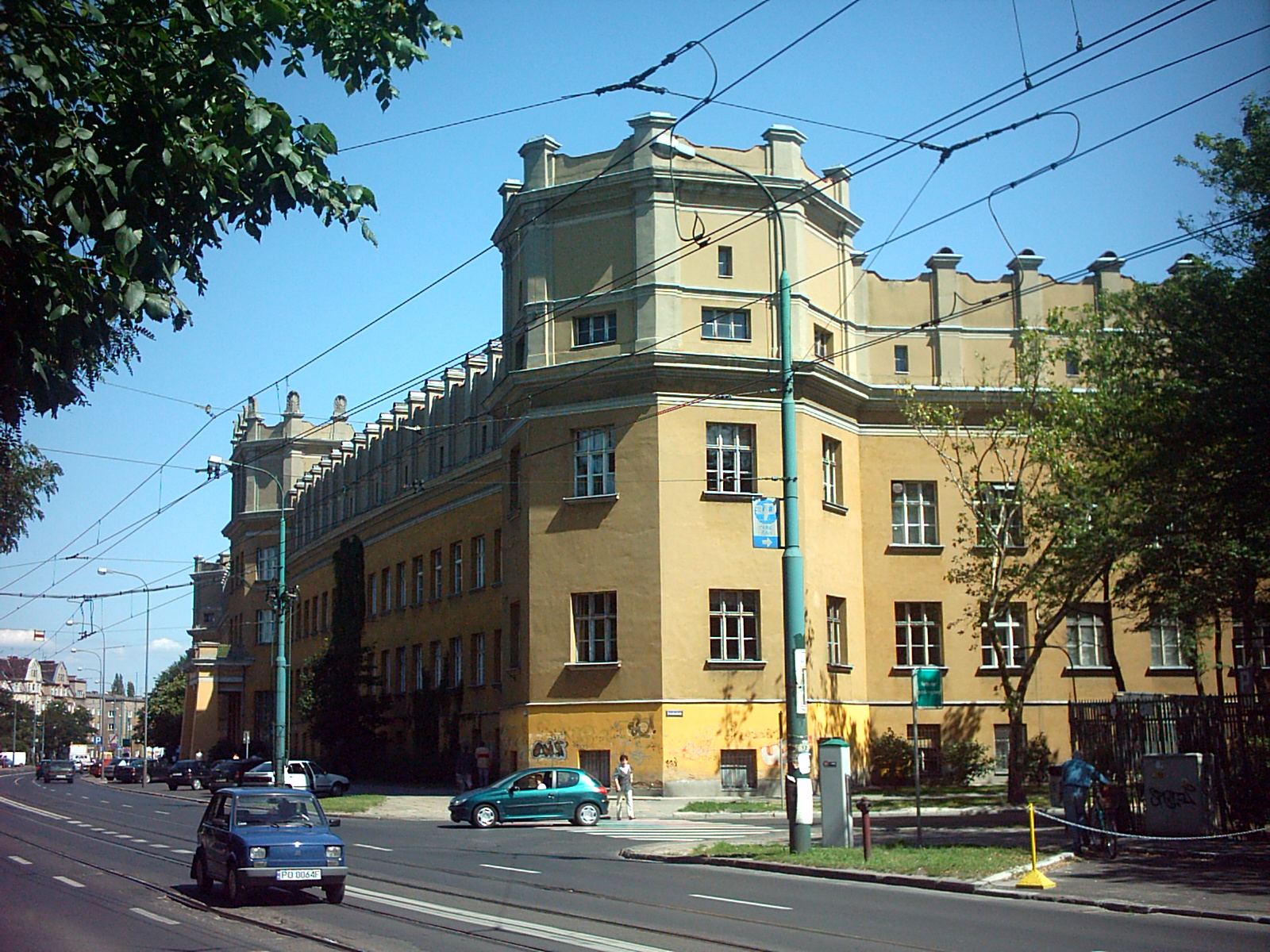
Dawny Pałac Rządowy na PeWuCe

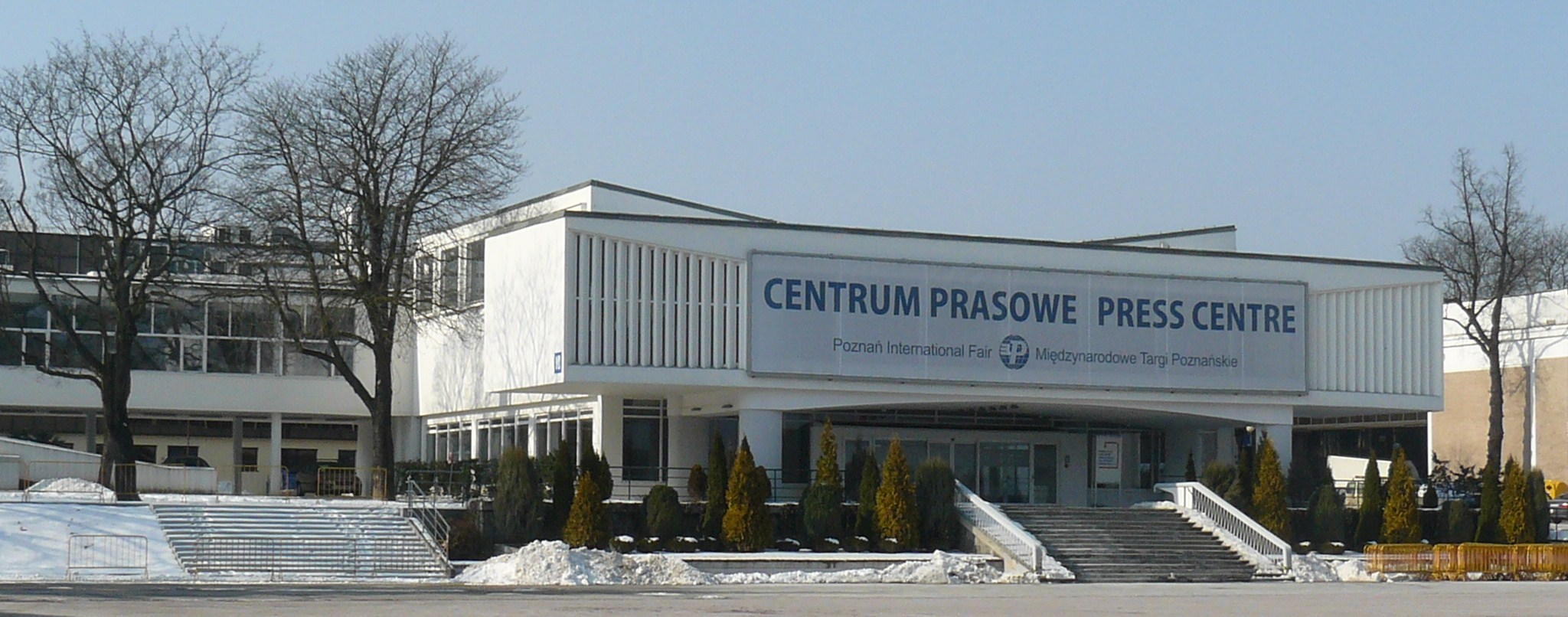
Pawilon nr 10

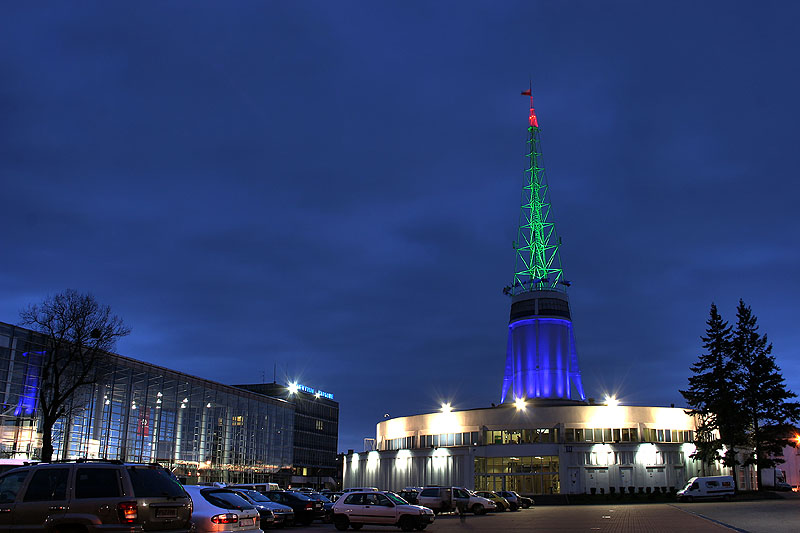
Iglica

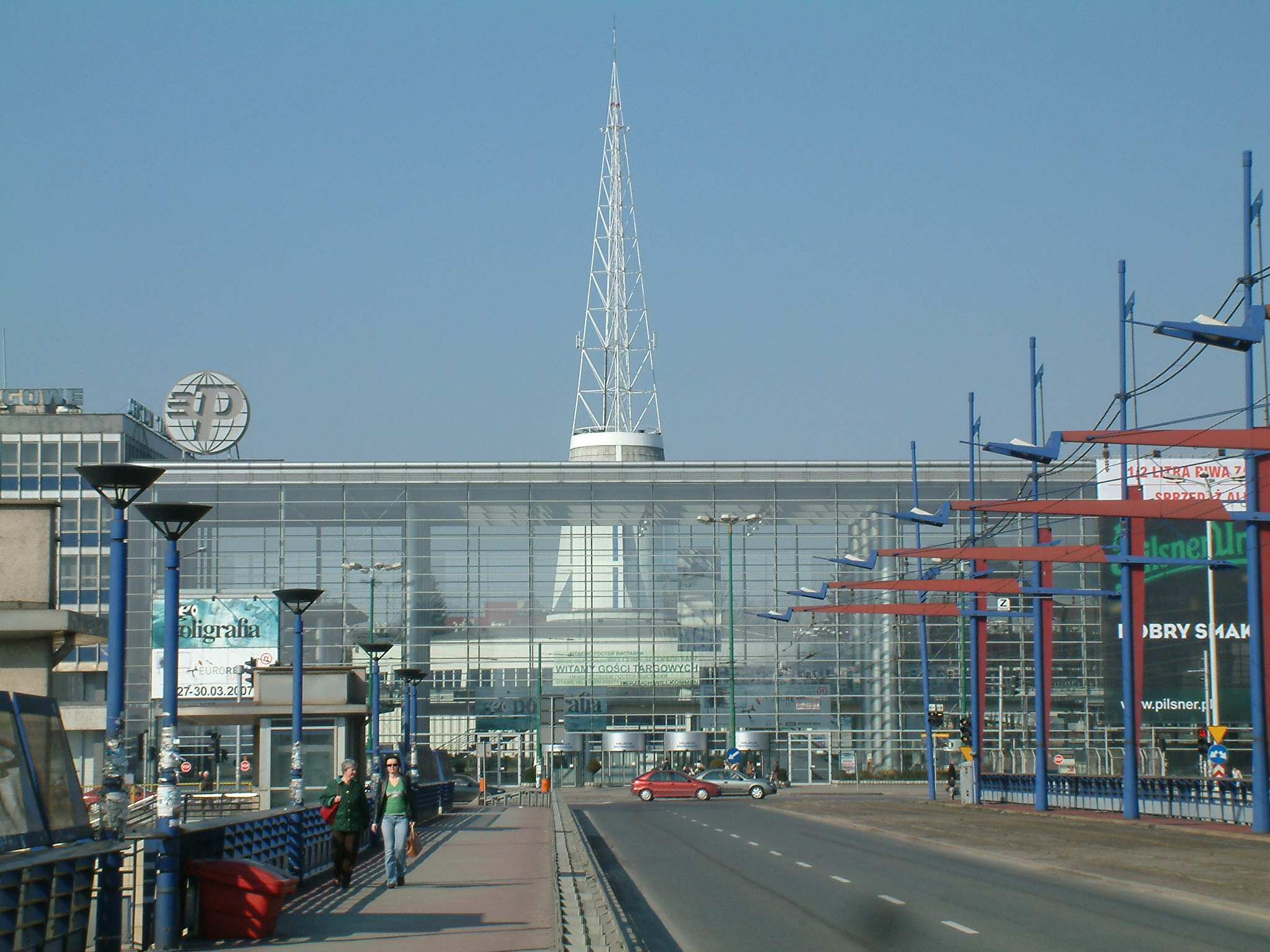
Nowy hol reprezentacyjny

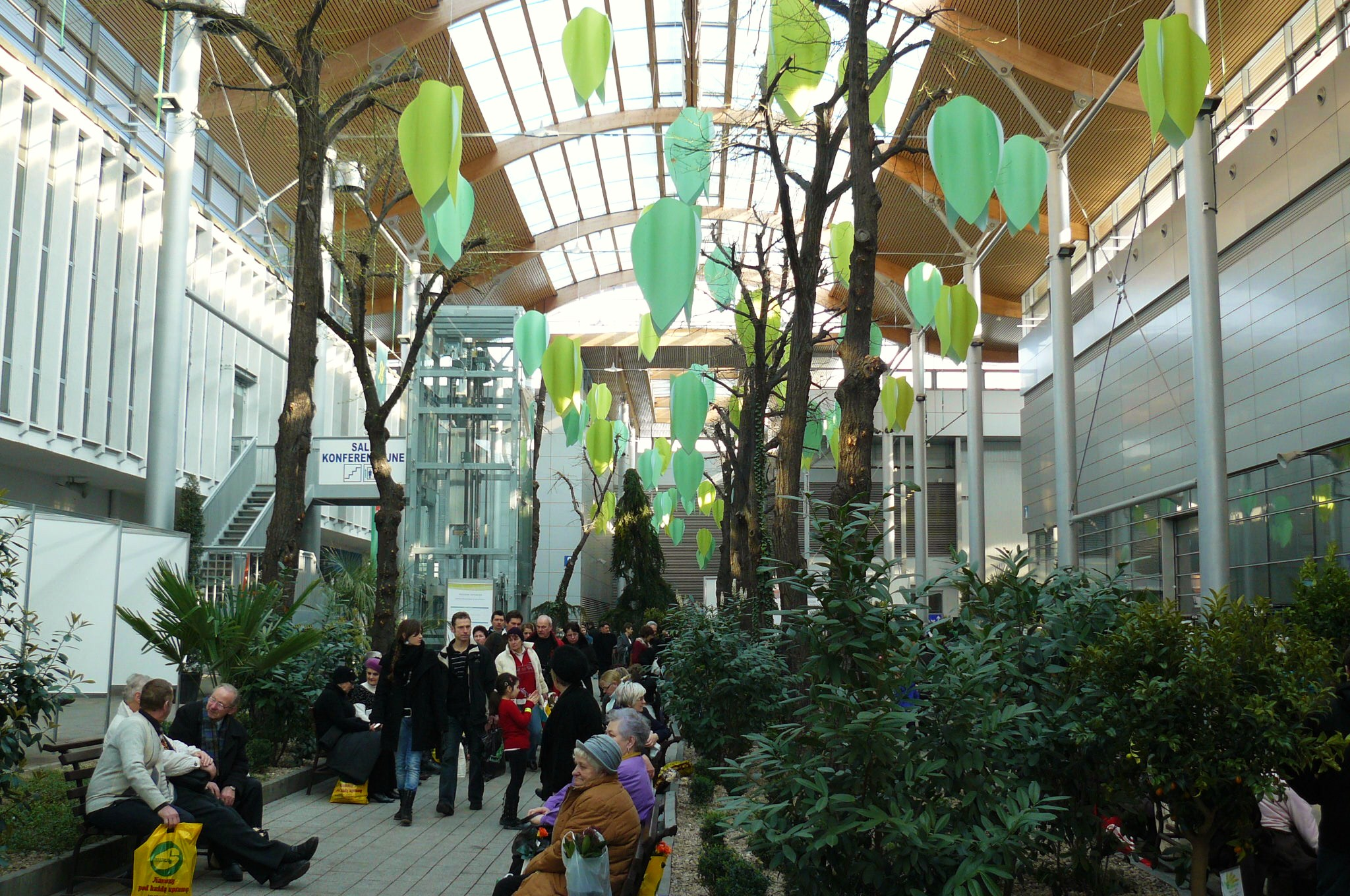
Pawilon Czteropak – hol łączący cztery części z naturalnymi drzewami wewnątrz

Architektura Międzynarodowych Targów Poznańskich – na architekturę MTP składają się poszczególne pawilony wystawiennicze i inne obiekty towarzyszące, zlokalizowane na terenie poznańskich targów w kwartale ulic Roosevelta – Głogowska – Śniadeckich – Bukowska, powstałe w różnych latach i w różnych stylach architektonicznych, począwszy od Wystawy Wschodnioniemieckiej w 1911 i pierwszego Targu Poznańskiego w 1921. Część z obiektów obecnie już nie istnieje, część znacząco przebudowano, a część zachowała się w niezmienionej formie i jest wpisana do rejestru zabytków.

## Rys historyczny
Pierwsze obiekty targowe skoncentrowane były na terenie bezpośrednio przylegającym do narożnika ulic Roosevelta i Bukowskiej oraz w rejonie Mostu Dworcowego (Plac Świętego Marka). Tutaj powstała ikona przedwojennych terenów targowych – Wieża Górnośląska zaprojektowana przez Hansa Poelziga, zastąpiona później przez Iglicę.
W 1924 miasto rozpisało konkurs na rozwiązania przestrzenne targów. Wygrał go Stefan Cybichowski. Pobudowano wtedy m.in. Pałac Targowy i budynek administracji wystawy.
Najpoważniejszym impulsem do rozwoju terenów targowych była Powszechna Wystawa Krajowa w 1929, kiedy to powstało na terenach wystawienniczych, mnóstwo pawilonów o wysokim poziomie architektonicznym, w tym wiele reprezentujących wczesny modernizm. Wystawa ta odbywała się nie tylko na terenach targowych, ale także na wielu przyległych i bardziej odległych fragmentach miasta. Jej ogólna powierzchnia wynosiła około 65 ha. Naczelnym architektem był Roger Sławski, a kierownikiem budowy – Jerzy Müller. PWK miała głęboki wpływ nie tylko na tereny targowe, ale także na urbanistykę całych części miasta, w dużym stopniu aż do dziś.
Począwszy od maja 1927, w ciągu 24 miesięcy, pobudowano ponad 100 pawilonów i zmodernizowano wiele kolejnych, już istniejących. PWK nie była wystawą jednolitą stylowo – powstawały pawilony w różnych stylach, od bardzo konserwatywnych, klasycznych, do skrajnie awangardowych. Również układ urbanistyczny terenów nie był uporządkowany, tworząc wiele odrębnych całości, o zróżnicowanych rozwiązaniach lokalnych. Do najciekawszych należały pawilony hut szklanych, przemysłu cukrowniczego, cementowy, pałac wychowania fizycznego i Bank Polski. Wtedy też powstały, istniejące do dziś: Collegium Chemicum (Pałac Rządowy), Collegium Anatomicum (Pałac Sztuki), czy Hotel Polonia oraz wiele innych, dziś poza terenami targowymi.
Po 50-procentowych zniszczeniach wojennych (zlokalizowano tu fabryki zbrojeniowe, a w pobliżu jest dworzec) i reaktywacji MTP 16 lipca 1945, tereny targowe wymagały odbudowy. Szeroko zakrojone prace uzasadniano także planowaną na 1954 i ostatecznie odwołaną, II Powszechną Wystawą Krajową. W 1946 poszerzono teren targów o dwa cmentarze: farny przy ul. Bukowskiej i żydowski przy ul. Śniadeckich/Głogowskiej. Umożliwiło to intensywną rozbudowę obiektów MTP.
Od razu po II wojnie podejmowano działania nad stworzeniem spójnej koncepcji rozwoju targów w następnych latach. Pierwszy konkurs architektoniczny na koncepcję zagospodarowania terenów targowych ogłoszono na przełomie 1946 i 1947. Wygrał go Z.Majewski, ale praca ta nie była w pełni zadowalająca i nie została zrealizowana. Kluczową postacią lat odbudowy i rozwoju architektonicznego targów był Bolesław Szmidt – pierwszy powojenny naczelny architekt MTP i autor koncepcji wielu pawilonów. Do realizacji wdrożono też jego koncepcję zagospodarowania. Odwoływał się w swojej pracy do strategii wystaw światowych. Według jego słów każda wystawa może i powinna stać się kuchnią nowych pomysłów. Projektowane przez Szmidta budynki reprezentowały wysoki poziom artystyczny, a Iglica stała się z czasem jednym z symboli Poznania.
Prezydium Rządu PRL w dniu 14 października 1950 uchwaliło ustawę o zaniechaniu organizowania targów poznańskich, co skończyło się także odwołaniem II Powszechnej Wystawy Krajowej w 1954. Zatrzymało to szerokie prace związane z rozbudową obiektów i poszerzeniem terenów targowych o Park Wilsona i Park Kasprowicza.
16 czerwca 1954 decyzją rządu targi przywrócono. Trzeba było naprawić niszczejące przez 5 lat budynki. Okres 1954-1967 był też czasem kolejnego skoku inwestycyjnego. Do końca lat 70. XX wieku powstało czternaście pawilonów, w tym hale o bardzo dużej kubaturze. Wiele z nich reprezentowało najnowsze wówczas trendy modernistyczne, jak np. pawilon USA, zaprojektowany przez Buckminstera Fullera w 1957 i tego samego roku (wcześniej) eksponowany na Triennale w Mediolanie, czy pawilon 19 (firmy Feal) autorstwa Reino Aarnio. Z krajowych architektów, dominowało środowisko poznańskie, które mogło się tutaj wykazać bardzo odważnymi realizacjami, które nie mogłyby często być postawione w innych miejscach niż MTP – teren promocji osiągnięć bloku socjalistycznego oraz poligon doświadczalny nowych technologii budowlanych. Najwięcej dużych hal powstało na terenie dawnego cmentarza farnego, od strony ul. Bukowskiej.
W 1958 Jan Cieśliński i Lech Sternal zaproponowali nową koncepcję ekspansji MTP – w kierunku Kaponiery i na teren starego ZOO. Nie doczekała się ona realizacji. W początku lat 60. XX wieku podjęto próbę uporządkowania terenu targów. W 1963 poznański oddział SARP ogłosił konkurs na zagospodarowanie północno-wschodniej części obszaru. Wygrał zespół w składzie: Bolesław Szmidt, Tadeusz Maszkiewicz, Stanisław Sołowij, Jan Szmidt oraz Zygmunt Wręczycki. I ta koncepcja, z uwagi na rozmach i wysokie koszty, nie doszła nigdy do skutku. Koniec lat 60. oznaczał przyhamowanie i stagnację rozwoju MTP. W pewnym momencie dyskutowano nawet o przeniesieniu targów do całkowicie nowego kompleksu wystawienniczego na odległym od centrum miasta Strzeszynie.
W pierwszej połowie lat 70. rozpoczęto nowe inwestycje, w tym tak spektakularne jak Centrum Targowe, wraz z Iglicą tworzące powszechnie rozpoznawalną strefę wejściową na tereny MTP. W 1975 zatwierdzono ogólny plan zagospodarowania miasta, a w 1978 rozstrzygnięto kolejny konkurs SARP na opracowanie wpisanej w ten plan, koncepcji urbanistyczno-architektonicznej targów. W latach 70. powstała także koncepcja poszerzenia MTP o tereny na płycie pokrywającej torowiska części dworca głównego, jak również ekspansji dużych pawilonów na tereny między ulicami Matejki i Ułańską (projekt Andrzeja Bzdęgi i zespołu). Nie doszły one również do skutku. W końcu lat 70. i w latach 80. powstały jeszcze następne duże pawilony o mniejszych walorach architektonicznych.
Okres po roku 1989 charakteryzował się głębokimi ingerencjami w istniejącą materię architektoniczną targów. Dochodziło przede wszystkim do łączenia mniejszych pawilonów w większe kompleksy (np. tzw. Czteropak), a także wyburzania niektórych mniejszych lub niedostatecznie funkcjonalnych obiektów i zastępowania ich nowszymi. Powstał też nowy hol recepcyjny od strony Mostu Dworcowego, prowadzący dialog architektoniczny z pawilonem Iglicy. Planowane są dalsze głębokie modernizacje strefy wejściowej i Centrum Targowego.

## Podsumowanie
Tereny poznańskich targów były miejscem prezentowania polskiej myśli architektonicznej w najlepszym wydaniu. W okresie międzywojennym możliwe było eksponowanie najnowszych trendów wczesnego modernizmu i art déco, a po wojnie tereny targowe stały się, według Szymona Piotra Kubiaka, azylem awangardy w oceanie stypizowanej architektury realnego socjalizmu.

## Architekci
Wybrani architekci związani z MTP:

- Reino Aarnio
- Adolf Berezowski
- Jan Cieśliński
- Stefan Cybichowski
- Buckminster Fuller
- Jerzy Liśniewicz
- Jerzy Müller[4]
- Hans Poelzig
- Roger Sławski
- Lech Sternal
- Bolesław Szmidt
- Jan Wellenger

## Pawilony
- Wieża Górnośląska, Hans Poelzig, 1911,
- Pałac Targowy, Stefan Cybichowski, 1924,
- Budynek administracyjny, Stefan Cybichowski, 1924,
- Hala Przemysłu Ciężkiego (nr 2), Roger Sławski, 1928, odbudowa Stanisław Kirkin i Lucjan Ballenstaedt, 1947,
- Hala Reprezentacyjna, Roger Sławski, 1928–1929,
- Pawilon Ceramiki Budowlanej, Stanisław Mieczkowski, 1929,
- Pawilon Polonji Zagranicą, Roger Sławski, 1929,
- Restauracja i Dancing, Jerzy Müller, 1929,
- Hala nr 1, Stanisław Kirkin i Lucjan Ballenstaedt, 1947–1948,
- Pawilon Ministerstwa Komunikacji (nr 10), Bolesław Szmidt, 1949,
- Pawilon Centrali Handlowej Przemysłu Drzewnego (nr 34), Jan Wellenger, 1951,
- Hala nr 4, Bolesław Szmidt, 1954–1955,
- Iglica (nr 11), Bolesław Szmidt, 1955,
- Hala nr 14, Henryk Jarosz, Jerzy Liśniewicz, Jan Wellenger, 1956–1957,
- Pawilon USA, Buckminster Fuller, 1957,
- Hala nr 20, Henryk Jarosz, Jerzy Liśniewicz, Jan Wellenger, 1957–1958,
- Pawilon firmy Feal (nr 19), Reino Aarnio, 1958,
- Parasol, Jerzy Staniszkis, 1958,
- Hala nr 17, Józef Jędrzejczak, Antoni Mizera, Władysław Lemański, 1961,
- Pawilon nr 15, Józef Jędrzejczak, 1961–1962,
- Pawilon brytyjski, początek lat 70. XX w.,
- Hala nr 9, Zygmunt Skupniewicz, 1971–1972,
- Centrum Targowe, Henryk Jarosz, 1971–1972,
- Pawilon nr 14a, Jerzy Liśniewicz, Henryk Jarosz, Jan Wellenger, 1978,
- Pawilon nr 14b, Zygmunt Lutomski, 1978,
- Pawilon nr 15 (d. nr 23), Wojciech Tkaczyk, 1994.